# Ikambere
 (septembre 2022).
 (septembre 2022).
La mise en forme du texte ne suit pas les recommandations de Wikipédia : il faut le « wikifier ».
Les points d'amélioration suivants sont les cas les plus fréquents. Le détail des points à revoir est peut-être précisé sur la page de discussion.
- Les titres sont pré-formatés par le logiciel. Ils ne sont ni en capitales, ni en gras.
- Le texte ne doit pas être écrit en capitales (les noms de famille non plus), ni en gras, ni en italique, ni en « petit »…
- Le gras n'est utilisé que pour surligner le titre de l'article dans l'introduction, une seule fois.
- L'italique est rarement utilisé : mots en langue étrangère, titres d'œuvres, noms de bateaux, etc.
- Les citations ne sont pas en italique mais en corps de texte normal. Elles sont entourées par des guillemets français : « et ».
- Les listes à puces sont à éviter, des paragraphes rédigés étant largement préférés. Les tableaux sont à réserver à la présentation de données structurées (résultats, etc.).
- Les appels de note de bas de page (petits chiffres en exposant, introduits par l'outil «  Source ») sont à placer entre la fin de phrase et le point final[comme ça].
- Les liens internes (vers d'autres articles de Wikipédia) sont à choisir avec parcimonie. Créez des liens vers des articles approfondissant le sujet. Les termes génériques sans rapport avec le sujet sont à éviter, ainsi que les répétitions de liens vers un même terme.
- Les liens externes sont à placer uniquement dans une section « Liens externes », à la fin de l'article. Ces liens sont à choisir avec parcimonie suivant les règles définies. Si un lien sert de source à l'article, son insertion dans le texte est à faire par les notes de bas de page.
- La présentation des références doit suivre les conventions bibliographiques. Il est recommandé d'utiliser les modèles {{Ouvrage}}, {{Chapitre}}, {{Article}}, {{Lien web}} et/ou {{Bibliographie}}. Le mode d'édition visuel peut mettre en forme automatiquement les références.
- Insérer une infobox (cadre d'informations à droite) n'est pas obligatoire pour parachever la mise en page.

Pour une aide détaillée, merci de consulter Aide:Wikification.
Si vous pensez que ces points ont été résolus, vous pouvez retirer ce bandeau et améliorer la mise en forme d'un autre article.
 (septembre 2022).
Il peut être nécessaire de l'améliorer pour respecter le principe de neutralité de point de vue. Veuillez consulter la page de discussion pour plus de détails.

 (septembre 2022).
Fondée en 1997 par Bernadette Rwegera, l'association loi de 1901 Ikambere propose une prise en charge personnalisée des femmes vivant avec une maladie chronique (VIH, diabète, obésité, hypertension artérielle) en Ile-de-France. Sa méthodologie d’accompagnement global permet aux femmes en situation de précarité qui sont atteintes par ces pathologies d’améliorer leur état de santé, de retrouver confiance en soi et de se relever afin d’évoluer progressivement vers l’autonomie et l’empowerment. A travers ses 3 sites en Ile-de-France (Saint-Denis, Ivry-sur-Seine, Nesles-la-Vallée), l’association accompagne environ 600 femmes par an vers l’autonomie grâce à l’insertion sociale et professionnelle. 
L’association Ikambere favorise également l’accès aux soins, aux droits et à l’information en allant vers les populations vulnérables en Ile-de-France. Son équipe propose la médiation en santé aux hôpitaux partenaires et des actions de sensibilisation et dépistage au VIH, VHC et VHB dans les foyers de travailleurs migrants, les centres d’hébergement ou les espaces publics à Saint-Denis. 
Afin d’améliorer la prise en charge de la santé sexuelle des femmes vulnérables et migrantes, Ikambere propose des formations à destination des professionnels médico-sociaux sur l’ensemble du territoire français. Portant sur les enjeux combinés du VIH et de la précarité, ainsi que la santé sexuelle des femmes migrantes d’Afrique sub-saharienne, ces formations gratuites permettent à Ikambere de partager son savoir-faire et de diffuser sa méthodologie sur le territoire français. 

## Historique
L’association Ikambere, « la Maison accueillante » en Kinyarwanda (langue du Rwanda), est née en 1997 à l’initiative de Bernadette Rwegera, fondatrice et directrice de l’association. Lors d’un projet de recherche universitaire sur les migrants atteints du VIH en Ile-de-France dans les années 1990, Rwegera est frappée par l’isolement et la grande précarité des femmes migrantes et séropositives. Afin d’aider ces femmes à se relever et à devenir autonome, elle crée Ikambere, un lieu sécurisant à Saint-Denis où les femmes précaires vivant avec le VIH en Ile-de-France peuvent bénéficier d’une prise en charge globale et décloisonnée. Dès sa création, Ikambere accorde une place centrale aux repas et à la convivialité, pour permettre aux femmes de rompre leur isolement, soulager leurs cœurs et s’entraider face à la maladie et à leurs parcours de vie.
En début des années 2000, Ikambere développe des actions hors-les-murs dont la médiation dans les hôpitaux franciliens et des actions de prévention et dépistage à destination des publics éloignés du système de santé. Elle commence également à proposer des formations aux professionnels médico-sociaux partout en France afin de partager ses connaissances en matière de la santé sexuelle des femmes vulnérables et migrantes,. 
Au cours des années 2010, Ikambere réalise de nombreuses études d’impact sur sa méthodologie d'accompagnement pour des femmes vulnérables vivant avec le VIH. En 2019, le livre Ikambere, la maison qui relève les femmes, par Annabel Degrées du Loû et Jano Dupont sort, permettant de formaliser sa méthodologie d’accompagnement. 
En mai 2021, l’association Ikambere ouvre Ikirambi, la Maison reposante, à Nesles-la-Vallée dans le Val-d’Oise pour compléter l’accompagnement proposé dans ses deux centres d’accueil de jour. Elle y propose des séjours « Santé, bien-être et sororité », dans le but d’offrir des temps de repos et des coupures dans un quotidien souvent tourné vers la survie à court terme. 
En 2022, Ikambere se déploie et ouvre un deuxième centre d’accueil de jour – Igikali, la Maison apaisante – à Ivry-sur-Seine pour accompagner des femmes vulnérables atteintes d’un diabète, d’une obésité et/ou d’une hypertension artérielle. S’appuyant sur les 25 ans d’expérience de l’association dans le champ du VIH, ce projet expérimental permet d’explorer la reproductibilité de la méthodologie d’Ikambere. 

## Gouvernance et organisation
L’association Ikambere est dotée d’un conseil d'administration qui se réunit deux à trois fois par an. Il est chargé des orientations stratégiques et financières, de la conformité et des comptes. Le président délègue la gestion opérationnelle à une directrice chargée de la conduite quotidienne de l’équipe, du budget et des actions. 
Une équipe de direction composée exclusivement de femmes assure la coordination, le suivi et l’évaluation interne du projet. Elle est également chargée de mobiliser les partenaires financiers et institutionnels nécessaires au projet.
L’équipe pluridisciplinaire d’Ikambere, 90 % féminine, est composée de travailleurs sociaux, de médiatrices en santé, d’un éducateur d’APA, d’une diététicienne, d’une conseillère en insertion professionnelle et d’une socio-esthéticienne. S’appuyant sur une démarche participative, ils développent toutes leurs actions à partir des besoins exprimés par les femmes. Parties prenantes dans la réalisation des différents diagnostics et projets, les femmes accompagnées assument la responsabilité de leur bien-être, transcendant le statut de bénéficiaires passives.
Renforçant les liens de proximité et de confiance entre l’équipe et les femmes accompagnées, certaines personnes de l’équipe ont été auparavant des bénéficiaires, donc considérées comme des paires. 
Ikambere bénéficie du soutien d’une trentaine de partenaires financiers (publics et privés) pour mener à bien ses actions. Elle s’appuie sur un réseau important d’associations et de structures de santé en Ile-de-France pour avoir une action coordonnée sur le territoire (par exemple, le Samu Social de Paris, les hôpitaux de la Région Ile-de-France, Maison des femmes de Saint-Denis, Pôle Emploi, Assurance maladie, etc.).
L’équipe de médiatrices en santé d’Ikambere est chargée de mener les actions hors-les-murs, dont les dépistages TROD et les séances de sensibilisation pour les personnes éloignées du système de soins. Les conseillères en santé sexuelle et droits humains proposent des formations aux professionnels médico-sociaux sur l’ensemble du territoire français sur les enjeux combinés du VIH et de la précarité, et la santé sexuelle des femmes migrantes d’Afrique sub-saharienne,.

## Actions

### Axes d’intervention
Ikambere est une association historiquement engagée dans la lutte contre les inégalités sociales, de genre et de santé et qui s’est développée au fil des ans et des besoins identifiés sur le terrain. Son action aujourd’hui est constituée de trois axes : 

#### Accompagner les femmes vulnérables
Au sein de ses trois sites en Ile-de-France (Ikambere, Igikali, Ikirambi), l’association Ikambere propose un accompagnement holistique aux femmes vivant en situation de précarité et avec une maladie chronique (VIH, diabète, obésité, HTA).

#### Aller vers les populations vulnérables
Afin de pallier les inégalités sanitaires et territoriales, l’association Ikambere mène des actions de médiation et prévention en santé auprès des publics franciliens éloignés du système de soins.

#### Partager son savoir-faire
Pour partager son expertise en santé sexuelle des populations migrantes et précaires et particulièrement des femmes, l’association Ikambere propose des formations gratuites aux professionnels médico-sociaux en France. Ces actions ont pour objectif une meilleure prise en charge des populations vulnérables,. 

### Méthodologie
La méthodologie d’Ikambere vise d’abord à identifier et agir sur les déterminants sociaux de santé dont le revenu, le chômage, l’insécurité alimentaire, le mal-logement, le lien social et l’éducation à la santé. Sa vision holistique de la santé, centrée sur la personne, la permet de lutter à la fois contre les inégalités sanitaires, socioéconomiques, territoriales et de genre. Le but ultime de l’association est de relever ses bénéficiaires pour qu’elles deviennent actrices de leur vie et de leur santé.
Son approche innovante se différencie de la prise en charge classique des maladies chroniques (VIH, diabète, obésité, HTA), qui est divisée entre différents acteurs et types de structures en silo, et se limite souvent à une prise en charge médicale et thérapeutique. Ne prenant pas suffisamment en compte les conditions de vie des personnes, elle peut s’avérer inefficace auprès des populations précaires. En revanche, les travaux d’analyse d’Ikambere démontrent que sa méthodologie agit en faveur de la réduction des inégalités et de l’amélioration de la santé pour les femmes accompagnées.